# Rubén Rodríguez López
Rubén Rodríguez López, político uruguayo perteneciente al Partido Colorado.
Electo intendente municipal de Río Negro en los comicios de 1994, para el periodo 1995-2000. Adhirió a Vamos Uruguay con su agrupación Lista 1, y obtuvo un cómodo triunfo en las elecciones internas de junio de 2009. pero en las elecciones municipales de 2010 fue derrotado por el candidato del Partido Nacional Omar Lafluf.
Fue particularmente crítico de la gestión municipal del intendente departamental Omar Lafluf.
En septiembre de 2012, Rodríguez se acercó al sector ProBa, con vistas a las internas de 2014.